# Thalassoma hardwicke
Thalassoma hardwicke is een straalvinnige vissensoort uit de familie van lipvissen (Labridae). De wetenschappelijke naam van de soort is voor het eerst geldig gepubliceerd in 1830 door Bennett als Sparus hardwicke.
De soort staat op de Rode Lijst van de IUCN als niet bedreigd, beoordelingsjaar 2008.